# St. Petersburg Open
St. Petersburg Open (ryska:Открытый Санкт-Петербург) är en tennisturnering som har spelats årligen sedan 1995 i Sankt Petersburg, Ryssland. Turneringen är för närvarande en del av 250 Series på ATP-touren och den spelas inomhus på hardcourt. 
Australiska öppnas mästare 2002 Thomas Johansson, före detta världsettan Marat Safin och Andy Murray är de enda spelarna som har vunnit singeltiteln mer än en gång.

## Resultat

### Singel
| År   | Mästare             | Finalist               | Resultat                 |
| ---- | ------------------- | ---------------------- | ------------------------ |
| 2020 | Andrej Rubljov      | Borna Ćorić            | 7–6(7–5), 6–4            |
| 2019 | Daniil Medvedev     | Borna Ćorić            | 6–3, 6–1                 |
| 2018 | Dominic Thiem       | Martin Kližan          | 6–3, 6–1                 |
| 2017 | Damir Džumhur       | Fabio Fognini          | 3–6, 6–4, 6–2            |
| 2016 | Alexander Zverev    | Stan Wawrinka          | 6–2, 3–6, 7–5            |
| 2015 | Milos Raonic        | João Sousa             | 6–3, 3–6, 6–3            |
| 2014 | Spelades ej         | Spelades ej            | Spelades ej              |
| 2013 | Ernests Gulbis      | Guillermo García-López | 3–6, 6–4, 6–0            |
| 2012 | Martin Kližan       | Fabio Fognini          | 6–2, 6–3                 |
| 2011 | Marin Čilić         | Janko Tipsarević       | 6–3, 3–6, 6–2            |
| 2010 | Mikhail Kukushkin   | Michail Juzjnyj        | 6–3, 7–6(7–2)            |
| 2009 | Sergiy Stakhovsky   | Horacio Zeballos       | 2–6, 7–6(10–8), 7–6(9–7) |
| 2008 | Andy Murray         | Andrej Golubev         | 6–1, 6–1                 |
| 2007 | Andy Murray         | Fernando Verdasco      | 6–2, 6–3                 |
| 2006 | Mario Ancic         | Thomas Johansson       | 7–5, 7–6(2)              |
| 2005 | Thomas Johansson    | Nicolas Kiefer         | 6–4, 6–2                 |
| 2004 | Michail Juzjnyj     | Karol Beck             | 6–2, 6–2                 |
| 2003 | Gustavo Kuerten     | Sargis Sargsian        | 6–4, 6-3                 |
| 2002 | Sebastien Grosjean  | Michail Juzjnyj        | 7–5, 6–4                 |
| 2001 | Marat Safin         | Rainer Schuettler      | 3–6, 6-3, 6–3            |
| 2000 | Marat Safin         | Dominik Hrbaty         | 2–6, 6–4, 6–4            |
| 1999 | Marc Rosset         | David Prinosil         | 6–3, 6–4                 |
| 1998 | Richard Krajicek    | Marc Rosset            | 6–4, 7–6(5)              |
| 1997 | Thomas Johansson    | Renzo Furlan           | 6–3, 6–4                 |
| 1996 | Magnus Gustafsson   | Jevgenij Kafelnikov    | 6–2, 7–6(4)              |
| 1995 | Jevgenij Kafelnikov | Guillaume Raoux        | 6–2, 6–2                 |

### Dubbel
| År   | Mästare                              | Finalister                          | Poäng                 |
| ---- | ------------------------------------ | ----------------------------------- | --------------------- |
| 2020 | Jürgen Melzer Édouard Roger-Vasselin | Marcelo Demoliner Matwé Middelkoop  | 6–2, 7–6(7–4)         |
| 2019 | Divij Sharan Igor Zelenay            | Matteo Berrettini Simone Bolelli    | 6–3, 3–6, [10–8]      |
| 2018 | Matteo Berrettini Fabio Fognini      | Roman Jebavý Matwé Middelkoop       | 7–6(8–6), 7–6(7–4)    |
| 2017 | Roman Jebavý Matwé Middelkoop        | Julio Peralta Horacio Zeballos      | 6–4, 6–4              |
| 2016 | Dominic Inglot Henri Kontinen        | Andre Begemann Leander Paes         | 4–6, 6–3, [12–10]     |
| 2015 | Treat Huey Henri Kontinen            | Julian Knowle Alexander Peya        | 7–5, 6–3              |
| 2014 | Spelades ej                          | Spelades ej                         | Spelades ej           |
| 2013 | David Marrero Fernando Verdasco      | Dominic Inglot Denis Istomin        | 7–6(8–6), 6–3         |
| 2012 | Rajeev Ram Nenad Zimonjić            | Lukáš Lacko Igor Zelenay            | 6–2, 4-6, [10-6]      |
| 2011 | Colin Fleming Ross Hutchins          | Michail Elgin Alexandre Kudryavtsev | 6–3, 6–7(5–7), [10–8] |
| 2010 | Daniele Bracciali Potito Starace     | Rohan Bopanna Aisam-ul-Haq Qureshi  | 7–6(8–6), 7–6(7–5)    |
| 2009 | Colin Fleming Ken Skupski            | Jérémy Chardy Richard Gasquet       | 2–6, 7–5, [10–4]      |
| 2008 | Travis Parrott Filip Polasek         | Rohan Bopanna Max Mirnyj            | 3–6, 7–6(4), 10–8     |
| 2007 | Daniel Nestor Nenad Zimonjić         | Jürgen Melzer Todd Perry            | 6–1, 7–6(3)           |
| 2006 | Simon Aspelin Todd Perry             | Julian Knowle Jürgen Melzer         | 6–1, 7–6(3)           |
| 2005 | Julian Knowle Jürgen Melzer          | Jonas Björkman Max Mirnyj           | 4–6, 7–5, 7–5         |
| 2004 | Arnaud Clément Michaël Llodra        | Dominik Hrbaty Jaroslav Levinský    | 6–3, 6–2              |
| 2003 | Julian Knowle Nenad Zimonjić         | Michael Kohlmann Rainer Schüttler   | 7–6(1), 6–3           |
| 2002 | David Adams Jared Palmer             | Irakli Labadze Marat Safin          | 7–6(8), 6–3           |
| 2001 | Denis Golovanov Jevgenij Kafelnikov  | Irakli Labadze Marat Safin          | 7–5, 6–4              |
| 2000 | Daniel Nestor Kevin Ullyett          | Thomas Shimada Myles Wakefield      | 7–6(5), 7–5           |
| 1999 | Jeff Tarango Daniel Vacek            | Menno Oosting Andrei Pavel          | 3–6, 6–3, 7–5         |
| 1998 | Nicklas Kulti Mikael Tillström       | Marius Barnard Brent Haygarth       | 3–6, 6–3, 7–6         |
| 1997 | Andrei Olhovskij Brett Steven        | David Prinosil Daniel Vacek         | 6–4, 6–3              |
| 1996 | Jevgenij Kafelnikov Andrei Olhovskij | Nicklas Kulti Peter Nyborg          | 6–3, 6–4              |
| 1995 | Martin Damm Anders Järryd            | Jakob Hlasek Jevgenij Kafelnikov    | 6–4, 6–2              |